# Tioga (Texas)
Tioga is een plaats (town) in de Amerikaanse staat Texas, en valt bestuurlijk gezien onder Grayson County.

## Demografie
Bij de volkstelling in 2000 werd het aantal inwoners vastgesteld op 754.
In 2006 is het aantal inwoners door het United States Census Bureau geschat op 901, een stijging van 147 (19,5%).

## Geografie
Volgens het United States Census Bureau beslaat de plaats een oppervlakte van
3,2 km², geheel bestaande uit land.

## Geboren
- Gene Autry (1907-1998), zanger, acteur

## Plaatsen in de nabije omgeving
De onderstaande figuur toont nabijgelegen plaatsen in een straal van 20 km rond Tioga.